# Hammet Rüstem
Hammet Rüstem (ur. 24 września 1987) – turecki zapaśnik startujący w stylu klasycznym. Zajął piętnaste miejsce na mistrzostwach świata w 2017. Dziesiąty na mistrzostwach Europy w 2017. Czwarty w Pucharze Świata w 2015 i 2017; ósmy w 2010 roku.